# Hexathele exemplar
Espèce
Hexathele exemplar est une espèce d'araignées mygalomorphes de la famille des Hexathelidae.

## Distribution
Cette espèce est endémique de Nouvelle-Zélande.

## Publication originale
- Parrott, 1960 : Notes on New Zealand mygalomorph spiders, with a description of a new species. Records of the Canterbury Museum, vol. 7, p. 197-202.